# Valle Garwood
El valle Garwood es un valle que se abre en la costa de la Tierra de Victoria, en la Antártida, justo al sur del cabo Chocolate. Se encuentra en gran medida libre de hielo, pero está ocupado cerca de su cabeza por el glaciar Garwood. Fue nombrado por Thomas Griffith Taylor de la Expedición Terra Nova (1910-1913), en asociación con el glaciar Garwood.

## Reclamación territorial
El área es reclamada por Nueva Zelanda como parte de la Dependencia Ross, pero esta reclamación está sujeta a las disposiciones del Tratado Antártico.